# Lijst van voetbalinterlands Kameroen - Senegal
Deze lijst van voetbalinterlands is een overzicht van alle officiële voetbalwedstrijden tussen de nationale teams van Kameroen en Senegal. De landen hebben tot op heden vijftien keer tegen elkaar gespeeld. De eerste wedstrijd, een vriendschappelijke wedstrijd, vond plaats op 11 april 1963 in Dakar. Het laatste duel, een groepswedstrijd tijdens de Afrika Cup 2023, werd gespeeld in Yamoussoukro (Ivoorkust) op 19 januari 2024.

## Wedstrijden
| №  | Plaats       | Datum            | Competitie                   | Wedstrijd          | Uitslag |
| -- | ------------ | ---------------- | ---------------------------- | ------------------ | ------- |
| 1  | Dakar        | 11 april 1963    | Vriendschappelijk            | Senegal − Kameroen | 1 − 0   |
| 2  | Dakar        | 24 januari 1969  | Vriendschappelijk            | Senegal − Kameroen | 3 − 2   |
| 3  | Yaoundé      | 4 maart 1971     | Vriendschappelijk            | Kameroen − Senegal | 1 − 1   |
| 4  | Yaoundé      | 8 maart 1971     | Vriendschappelijk            | Kameroen − Senegal | 1 − 2   |
| 5  | Douala       | 1 mei 1982       | Vriendschappelijk            | Kameroen − Senegal | 2 − 1   |
| 6  | Annaba       | 6 maart 1990     | Afrika Cup 1990              | Kameroen − Senegal | 0 − 2   |
| 7  | Dakar        | 19 januari 1992  | Afrika Cup 1992              | Senegal − Kameroen | 0 − 1   |
| 8  | Dakar        | 13 januari 2000  | Vriendschappelijk            | Senegal − Kameroen | 0 − 0   |
| 9  | Bamako       | 13 februari 2002 | Afrika Cup 2002              | Senegal − Kameroen | 0 − 0   |
| 10 | Créteil      | 9 februari 2005  | Vriendschappelijk            | Kameroen − Senegal | 1 − 0   |
| 11 | Dakar        | 26 maart 2011    | Afrika Cup 2012 kwalificatie | Senegal − Kameroen | 1 − 0   |
| 12 | Yaoundé      | 4 juni 2011      | Afrika Cup 2012 kwalificatie | Kameroen − Senegal | 0 − 0   |
| 13 | Franceville  | 28 januari 2017  | Afrika Cup 2017              | Senegal − Kameroen | 0 − 0   |
| 14 | Lens         | 16 oktober 2023  | Vriendschappelijk            | Senegal − Kameroen | 1 − 0   |
| 15 | Yamoussoukro | 19 januari 2024  | Afrika Cup 2023              | Senegal − Kameroen | 3 − 1   |

## Samenvatting
| Competitie              | Totaal gespeeld | Winst Kameroen | Gelijk | Winst Senegal | Doelsaldo Kameroen – Senegal |
| ----------------------- | --------------- | -------------- | ------ | ------------- | ---------------------------- |
| Afrika Cup              | 5               | 1              | 2      | 2             | 2 − 5                        |
| Afrika Cup-kwalificatie | 2               | 0              | 1      | 1             | 0 − 1                        |
| Vriendschappelijk       | 8               | 2              | 2      | 4             | 7 − 9                        |
| Totaal                  | 15              | 3              | 5      | 7             | 9 − 15                       |

## Details

### Zevende ontmoeting
| Kwartfinale Afrika Cup 1992 (Dakar, Senegal, 19 januari 1992): |       |                    |
| Senegal                                                        | 0 – 1 | Kameroen           |
|                                                                | goals | 89' Ernest Ebongué |

### Achtste ontmoeting
| Vriendschappelijk (Dakar, Senegal, 13 januari 2000): |       |          |
| Senegal                                              | 0 – 0 | Kameroen |
|                                                      | goals |          |

### Negende ontmoeting
| Finale Afrika Cup 2002 (Bamako, Mali, 13 februari 2002): |                     | |
| Senegal | 0 – 0               | Kameroen |
| | goals               | |
| Ferdinand Coly Khalilou Fadiga Amady Faye El Hadji Diouf Aliou Cissé                                                                                             | strafschoppen 2 – 3 | Pierre Wome Patrick Suffo Lauren Etame Mayer Geremi Njitap Rigobert Song                                                                                         |
| Bruno Metsu | bondscoach          | Winfried Schäfer |
| Tony Sylva Omar Daf Lamine Diatta Ferdinand Coly Aliou Cissé Khalilou Fadiga Salif Diao Papa Bouba Diop 91' Makthar N'Diaye 46' Henri Camara 106' El-Hadji Diouf | opstellingen        | Alioum Boukar Bill Tchato Pierre Womé Rigobert Song Raymond Kalla Lauren Etame Mayer Geremi Njitap Marc-Vivien Foé Salomon Olembé Samuel Eto'o 104' Pius N'Diefi |
| Moussa N'Diaye 46' Amdy Faye 91' Souleymane Camara 106' | wissels             | 104' Patrick Suffo |
| Henri Camara ??' El-Hadji Diouf ??' Ferdinand Coly ??' | gele kaarten        | ??' Marc-Vivien Foé ??' Bill Tchato ??' Samuel Eto'o |

### Twaalfde ontmoeting
| Afrika Cup 2012 kwalificatie (Yaoundé, Kameroen, 4 juni 2011): |       |         |
| Kameroen                                                       | 0 – 0 | Senegal |
|                                                                | goals |         |

### Dertiende ontmoeting
| Kwartfinale Afrika Cup 2017 (Franceville, Gabon, 28 januari 2017): |                     | |
| Senegal | 0 – 0               | Kameroen |
| | goals               | |
| Kalidou Koulibaly Serigne Mbodj Moussa Sow Henri Saivet Sadio Mané | strafschoppen 4 – 5 | Benjamin Moukandjo Ambroise Oyongo Adolphe Teikeu Jacques Zoua Vincent Aboubakar |
| Aliou Cissé | bondscoach          | Hugo Broos |
| Abdoulaye Diallo Serigne Mbodj Kalidou Koulibaly Cheikh M'Bengue 86' Lamine Gassama Idrissa Gueye Cheikhou Kouyaté 109' Henri Saivet Mame Diouf 64' Sadio Mané Baldé Diao Keita | opstellingen        | Joseph Ondoa 46' Adolphe Teikeu Michael Ngadeu-Ngadjui Ambroise Oyongo Collins Fai Christian Bassogog Sébastien Siani 102' Arnaud Sutchuin Djoum Benjamin Moukandjo 102' Robert Tambe Karl Toko Ekambi |
| Moussa Sow 64' Saliou Cissé 86' Papa N'Diaye 109' | wissels             | 46' Jacques Zoua 102' Georges Mandjeck 102' Vincent Aboubakar |
| Mame Diouf 13' Cheikhou Kouyaté 90' | gele kaarten        | 25' Ambroise Oyongo 59' Collins Fai 82' Arnaud Sutchuin Djoum |

FCF · A-internationals · Selecties · Bondscoaches · Statistieken · Kameroens vrouwenelftal · Kameroen U21 · Kameroen U20 · Kameroen U19 · Kameroen U18 · Kameroen U17
1960 – 1969 · 
1970 – 1979 · 
1980 – 1989 · 
1990 – 1999 · 
2000 – 2009 · 
2010 – 2019 ·
2020 − 2029
CC 2001 · 
CC 2003
WK 1982 · 
WK 1990 · 
WK 1994 · 
WK 1998 · 
WK 2002 · 
WK 2010 · 
WK 2014 ·
WK 2022
OS 1984 · 
OS 2000 · 
OS 2008
1961 · 
1960 · 
1961 · 
1962 · 
1963 · 
1964 · 
1965 · 
1966 · 
1967 · 
1968 · 
1969 · 
1970 · 
1971 · 
1972 · 
1973 · 
1974 · 
1975 · 
1976 · 
1977 · 
1978 · 
1979 · 
1980 · 
1981 · 
1982 · 
1983 · 
1984 · 
1985 · 
1986 · 
1987 · 
1988 · 
1989 · 
1990 · 
1991 · 
1992 · 
1993 · 
1994 · 
1995 · 
1996 · 
1997 · 
1998 · 
1999 · 
2000 · 
2001 · 
2002 · 
2003 · 
2004 · 
2005 · 
2006 · 
2007 · 
2008 · 
2009 · 
2010 · 
2011 · 
2012 · 
2013 ·
2014 ·
2015 ·
2016 ·
2017 ·
2018 ·
2019 ·
2020 ·
2021 ·
2022
Albanië ·
Algerije ·
Angola ·
Argentinië ·
Australië ·
Benin ·
Bolivia ·
Brazilië ·
Bulgarije ·
Burkina Faso ·
Burundi ·
Canada ·
Centraal-Afrikaanse Republiek ·
Chili ·
Colombia ·
Comoren ·
Congo-Brazzaville ·
Congo-Kinshasa ·
Costa Rica ·
Cuba ·
Denemarken ·
Duitsland ·
Egypte ·
Engeland ·
Equatoriaal-Guinea ·
Eritrea ·
Ethiopië ·
Finland ·
Frankrijk ·
Gabon ·
Gambia ·
Georgië ·
Ghana ·
Griekenland ·
Guinee ·
Guinee-Bissau ·
Ierland ·
India ·
Indonesië ·
Iran ·
Italië ·
Ivoorkust ·
Jamaica ·
Japan ·
Kaapverdië ·
Kenia ·
Koeweit ·
Kroatië ·
Lesotho ·
Liberia ·
Libië ·
Luxemburg ·
Madagaskar ·
Malawi ·
Mali ·
Marokko ·
Mauritanië ·
Mauritius ·
Mexico ·
Moldavië · 
Mozambique ·
Namibië ·
Nederland ·
Niger ·
Nigeria ·
Noord-Macedonië ·
Noorwegen ·
Oeganda ·
Oekraïne ·
Oezbekistan ·
Oostenrijk ·
Panama ·
Paraguay ·
Peru ·
Polen ·
Portugal ·
Roemenië ·
Rusland ·
Rwanda ·
Saoedi-Arabië ·
Sao Tomé en Principe ·
Senegal ·
Servië ·
Sierra Leone ·
Slowakije ·
Soedan ·
Somalië ·
Sovjet-Unie ·
Swaziland ·
Tanzania ·
Thailand · 
Togo ·
Tsjaad ·
Tunesië ·
Turkije ·
Verenigde Staten ·
Zambia ·
Zimbabwe ·
Zuid-Afrika ·
Zuid-Korea ·
Zuid-Soedan ·
Zweden ·
Zwitserland
Brazilië (2014) · 
Brazilië (2022) · 
Denemarken (2010) · 
Egypte (2017) ·
Frankrijk (2003) · 
Italië (1982) · 
Japan (2010) · 
Kroatië (2014) · 
Mexico (2014) ·
Nederland (2010) · 
Peru (1982) · 
Polen (1982) · 
Servië (2022)
FSF · 
A-internationals · 
Bondscoaches · Selecties · Senegalees vrouwenelftal · 
Olympisch elftal
1960 – 1969 · 
1970 – 1979 · 
1980 – 1989 · 
1990 – 1999 · 
2000 – 2009 · 
2010 – 2019 · 
2020 – 2029
WK 2002 · 
WK 2018 ·
WK 2022
OS 2012
1959 · 
1960 · 
1961 · 
1962 · 
1963 · 
1964 · 
1965 · 
1966 · 
1967 · 
1968 · 
1969 · 
1970 · 
1971 · 
1972 · 
1973 · 
1974 · 
1975 · 
1976 · 
1977 · 
1978 · 
1979 · 
1980 · 
1981 · 
1982 · 
1983 · 
1984 · 
1985 · 
1986 · 
1987 · 
1988 · 
1989 · 
1990 · 
1991 · 
1992 · 
1993 · 
1994 · 
1995 · 
1996 · 
1997 · 
1998 · 
1999 · 
2000 · 
2001 · 
2002 · 
2003 · 
2004 · 
2005 · 
2006 · 
2007 · 
2008 · 
2009 · 
2010 · 
2011 · 
2012 · 
2013 · 
2014 ·
2015 ·
2016 ·
2017 ·
2018 ·
2019 ·
2020 ·
2021 ·
2022 ·
2023
Algerije ·
Angola ·
Benin ·
Bolivia ·
Bosnië en Herzegovina ·
Botswana ·
Brazilië ·
Burkina Faso ·
Burundi ·
Centraal-Afrikaanse Republiek ·
Chili ·
China ·
Colombia · 
Congo-Brazzaville ·
Congo-Kinshasa ·
Denemarken ·
Ecuador ·
Egypte ·
Engeland ·
Equatoriaal-Guinea ·
Eritrea ·
Ethiopië ·
Frankrijk ·
Gabon ·
Gambia ·
Ghana ·
Griekenland ·
Guinee ·
Guinee-Bissau ·
Indonesië ·
Iran ·
Ivoorkust ·
Japan ·
Kaapverdië ·
Kameroen ·
Kenia ·
Kosovo ·
Kroatië · 
Lesotho ·
Liberia ·
Libië ·
Luxemburg ·
Madagaskar ·
Malawi ·
Maleisië ·
Mali ·
Marokko ·
Mauritanië ·
Mauritius ·
Mexico ·
Mozambique ·
Namibië ·
Nederland ·
Niger ·
Nigeria ·
Noorwegen ·
Oeganda ·
Oezbekistan ·
Oman ·
Polen ·
Qatar ·
Rwanda ·
Saoedi-Arabië ·
Sierra Leone ·
Soedan ·
Swaziland ·
Tanzania ·
Togo ·
Tunesië ·
Turkije ·
Uruguay ·
Verenigde Arabische Emiraten ·
Zambia ·
Zimbabwe ·
Zuid-Afrika ·
Zuid-Korea ·
Zuid-Soedan ·
Zweden
Algerije (2019, 2) ·
Colombia (2018) ·
Denemarken (2002) ·
Engeland (2022) ·
Frankrijk (2002) ·
Japan (2018) ·
Nederland (2022) ·
Polen (2018) ·
Uruguay (2002)